# سهام العويني
سهام العويني (9 جوان 1982) لاعبة كرة يد تونسية.

## مواضيع ذات صلة
منتخب تونس لكرة اليد للسيدات